# Rex Orange County

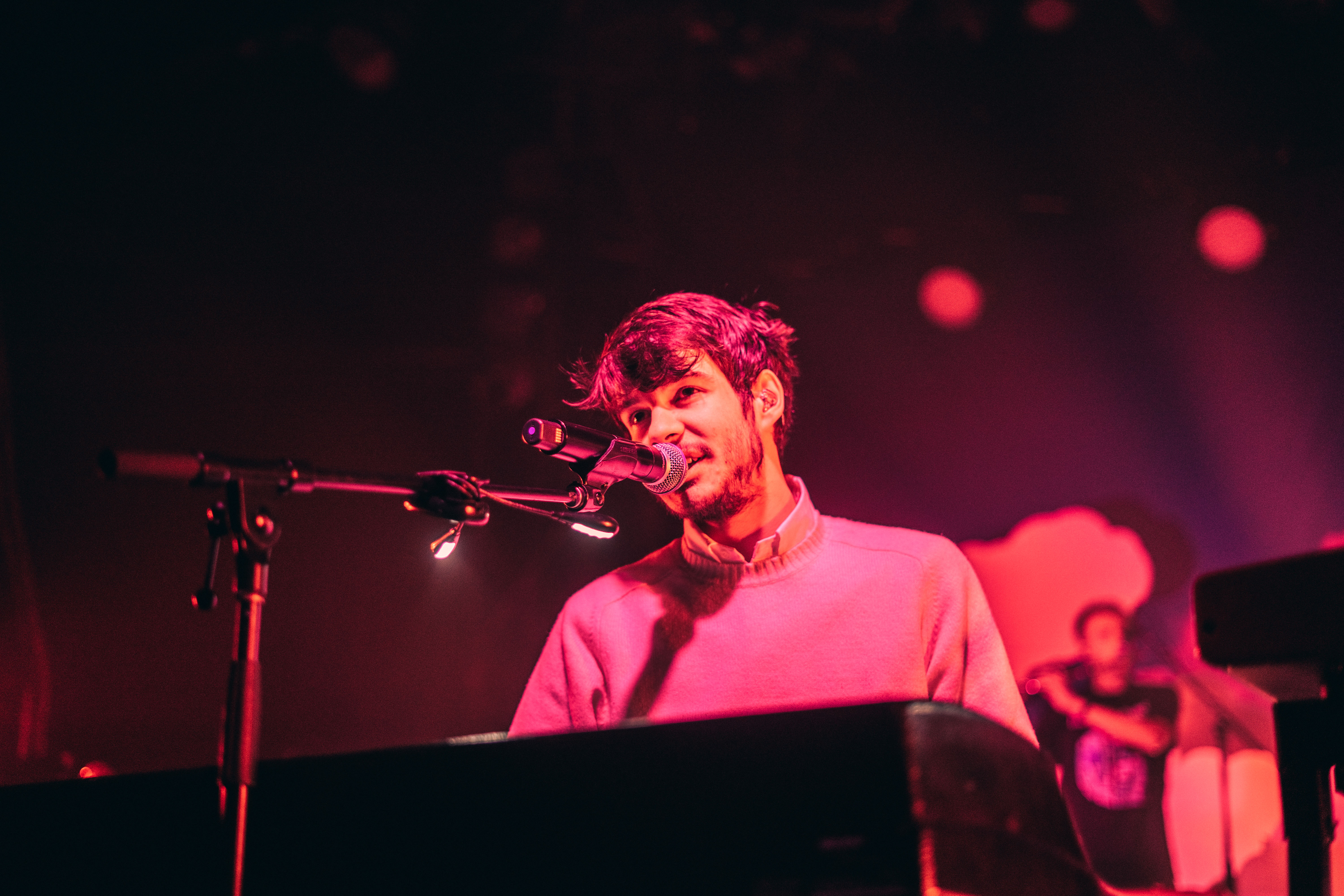
Rex Orange County (2020)

Rex Orange County ist der Künstlername des englischen Musikers Alexander O’Connor (* 4. Mai 1998 in Grayshott, Hampshire).

## Biografie
Alex O’Connor wuchs in einem Dorf in Südengland auf. Er sang im Schulchor und brachte sich selbst Schlagzeug bei. Er wurde an der renommierten BRIT School in London aufgenommen und lernte Gitarre, Klavier und den Umgang mit Produktionssoftware. Während der Schulzeit produzierte er auch eigene Songs. Mit 17 Jahren stellte er sein erstes Album Bcos U Will Never B Free fertig und verbreitete es über das Internet. Aus seinem Spitznamen O. C. für O’Connor, was in den USA auch die Abkürzung für Orange County ist (siehe auch die Serie The O. C., deutsch O. C., California), machte er seinen Künstlernamen Rex Orange County.
Weitere Veröffentlichungen folgten und er gewann immer mehr Anhänger. Hauptsächlich bewegt er sich im Indie-Rock, er vermischt es aber mit Hip-Hop, Neo-Soul und Jazz-Elementen, was ihm einen eigenen Sound verleiht. Als er 2017 sein zweites selbstproduziertes Album Apricot Princess herausbrachte, wurde er in den Heatseekers Charts in den USA gelistet und fand sich in den Top 10 der Indie-Charts wieder. Er hatte mit Eigenveröffentlichungen schon so große Popularität erreicht, dass Tyler, the Creator ihn als Gast auf seinem Album Flower Boy aufnahm. Danach wurde ihm der Durchbruch für 2018 prognostiziert: Bei der Umfrage Sound of 2018 der BBC belegte er Platz 2.
Tatsächlich geschah aber in diesem Jahr noch nicht viel außer einer Single mit Randy Newman. Erst Mitte 2019 hatte er genug neues Material zusammen für ein weiteres Album. Im September hatte er mit dem vorab veröffentlichten Song 10/10 seinen ersten Hit in den offiziellen UK-Charts. Ende Oktober brachte er schließlich das dritte Album Pony heraus, das ihn dann tatsächlich ganz nach vorne brachte. Es stieg auf Platz 5 in Großbritannien und Platz 3 in den USA ein. In Kanada stand er sogar eine Woche auf Platz 1.
Am 10. Oktober 2022 wurde bekannt, dass er wegen sexuellen Übergriffs angeklagt wurde.

## Diskografie
Alben
- Bcos U Will Never B Free (2016)
- Rainbow (EP, 2016)
- Apricot Princess (2017, UK: Silber)
- Pony (2019)
- Who Cares? (2022)
- The Alexander Technique (2024)

Singles
- Japan (2015)
- Corduroy Dreams (2015, UK: Silber)
- Uno (2016)
- Best Friend (2017, UK: Gold; US: Platin)
- Sunflower (2017, UK: Gold; US: Platin)
- Untitled (2017)
- Never Enough (2017)
- Edition (2017)
- Loving Is Easy (feat. Benny Sings, 2017, UK: Platin; US: ×2Doppelplatin )
- Television / So Far So Good (2017, UK: Silber)
- You’ve Got a Friend in Me (mit Randy Newman, 2018)
- New House (2019)
- Pluto Projector (2019; UK: Silber, US: Platin)
- Always (2019)
- Never Had the Balls (2019)
- Keep It Up (2022)
- Amazing (2022)
- Open a Window (2022)

Gastbeiträge
- Boredom (Tyler, the Creator feat. Anne Lotterud & Rex Orange County, 2017, UK: Silber, US: Platin)
- Foreword (Tyler, the Creator feat. Rex Orange County, 2017, US: Gold)
- Love Me Not (Ravyn Lenae feat. Rex Orange County, 2024)

## Auszeichnungen für Musikverkäufe
| Goldene Schallplatte - Australien - 2021: für die Single Corduroy Dreams - 2024: für die Single Amazing - 2024: für das Lied It’s Not the Same Anymore - 2024: für das Lied The Shade - Kanada - 2019: für die Single Boredom - 2024: für das Lied The Shade - 2024: für die Single Amazing - 2024: für das Lied It’s Not the Same Anymore - 2024: für das Album Pony - Neuseeland - 2024: für das Album Pony - Norwegen - 2023: für die Single Boredom | Platin-Schallplatte - Australien - 2021: für die Single Best Friend - 2021: für die Single Sunflower - 2024: für die Single Pluto Projector - Kanada - 2024: für die Single Pluto Projector - Neuseeland - 2020: für die Single Loving Is Easy - 2021: für die Single Best Friend - 2021: für die Single Sunflower - 2024: für die Single Boredom - 2025: für die Single Love Me Not 2× Platin-Schallplatte - Australien - 2021: für die Single Loving Is Easy |

Anmerkung: Auszeichnungen in Ländern aus den Charttabellen bzw. Chartboxen sind in ebendiesen zu finden.
| Land/RegionAuszeichnungen für Musikverkäufe (Land/Region, Auszeichnungen, Verkäufe, Quellen) | Silber     | Gold       | Platin       | Verkäufe  | Quellen              |
| -------------------------------------------------------------------------------------------- | ---------- | ---------- | ------------ | --------- | -------------------- |
| Australien (ARIA)                                                                            | —          | 4× Gold4   | 5× Platin5   | 490.000   | aria.com.au          |
| Kanada (MC)                                                                                  | —          | 5× Gold5   | Platin1      | 280.000   | musiccanada.com      |
| Neuseeland (RMNZ)                                                                            | —          | Gold1      | 5× Platin5   | 157.500   | radioscope.co.nz NZ2 |
| Norwegen (IFPI)                                                                              | —          | Gold1      | —            | 30.000    | ifpi.no              |
| Vereinigte Staaten (RIAA)                                                                    | —          | Gold1      | 6× Platin6   | 6.500.000 | riaa.com             |
| Vereinigtes Königreich (BPI)                                                                 | 6× Silber6 | 2× Gold2   | Platin1      | 2.320.000 | bpi.co.uk            |
| Insgesamt                                                                                    | 6× Silber6 | 14× Gold14 | 18× Platin18 |           |                      |